# Ingo Schwichtenberg
Ingo Schwichtenberg (Hamburg, 18 mei 1965 - aldaar, 8 maart 1995) was een van de oprichters van de Duitse powermetal band Helloween. Hij stond bekend om zijn energieke stijl van drummen. Schwichtenberg had de bijnaam Mr Smile door zijn onmiskenbare glimlach.
Na het album Keeper of the Seven Keys Part 1, was er kritiek van andere metalbands op zijn drumwerk, vooral bij het lange nummer 
Halloween, wat meer dan 13 minuten duurde. Schwichtenberg bewees het tegendeel door op het volgende album Keeper of the Seven Keys Part 2, zijn drumwerk te overtreffen, op het lange nummer Keeper of the 7 keys (13:37 min.).
Schwichtenberg werd in 1993 uit de band gezet tijdens de tournee van het album Chameleon. Oorzaken lagen in zijn afhankelijkheid van alcohol en drugs (voornamelijk cocaïne en marihuana). Ook leed hij aan schizofrenie. Zijn weigering om geneesmiddelen te slikken leidde tot rare situaties voor de band, zoals ongecontroleerd huilen waardoor hij niet kon optreden, of het te laat komen opdagen bij een concert, waardoor improvisatie of uitstel nodig was.
Nadat hij uit de band was gezet, gleed Schwichtenberg verder af in schizofrene periodes. Hij pleegde zelfmoord in 1995 door voor een metro te springen.
Vriend en voormalig medebandlid Kai Hansen heeft met zijn band Gamma Ray het nummer Afterlife opgenomen ter nagedachtenis aan hem. Michael Kiske, voormalig zanger van Helloween, heeft het nummer Always opgenomen als tribuut aan Schwichtenberg. Van Helloween zelf is het nummer Step out of Hell, over de drugs- en drankproblemen van Schwichtenberg. Dit laatste nummer is geschreven door Roland Grapow.
- International Standard Name Identifier: 0000 0001 3289 3147
- MusicBrainz: c5c03ade-85ca-484c-a77d-25cbccd7f6d4
- Nationale Bibliotheek van Tsjechië: xx0197571
- Virtual International Authority File: 101144648528772592663